# Возрасты Лулу
«Возрасты Лулу́» (исп. Las edades de Lulú) — эротическая драма испанского режиссёра Бигаса Луны по одноимённому роману испанской писательницы Альмудены Грандес. Премьера фильма состоялась 5 декабря 1990 года в Мадриде.

## Сюжет
Пятнадцатилетнюю Лулу соблазняет Пабло, лучший друг её брата Марсело. Когда он уезжает на работу в США, девушка в течение многих лет пребывает в уверенности, что он вернётся к ней. Её надежды оправдываются и они с Пабло женятся. Их семейная жизнь наполнена тягой к сексуальным играм.
Ведя необузданную сексуальную жизнь, пара заводит дружбу с трансгендерной проституткой Эли. Однажды Пабло убеждает Лулу заняться сексом втроём с завязанными глазами. Обнаружив, что третьим человеком был её брат Марсело, она уходит от Пабло и забирает их дочь.
Между тем стремление Лулу усложнять секс-игры всё нарастает. После просмотра гей-порно, она ищет мужчин-гомосексуалистов и платит им за секс или наблюдение. В поисках средств для удовлетворения своих желаний Лулу знакомится с сутенёром Реми, управляющим тайным клубом садомазохистов. Эли безуспешно пытается предупредить подругу, что Реми опасен, поэтому рассказывает обо всём Пабло.
В клубе Лулу связывает и насилует её знакомый гомосексуалист Джимми. Эли пытается спасти подругу, но погибает от рук садиста. Пабло вызывает полицейских, которые арестовывают убийцу, и они с Лулу воссоединяются.

## В ролях
| Актёр                  | Роль    |
| ---------------------- | ------- |
| Франческа Нери         | Лулу    |
| Оскар Ладор            | Пабло   |
| Мария Барранко         | Эли     |
| Фернандо Гильен Куэрво | Марсело |
| Росана Пастор          | Чело    |
| Хуан Граэль            | Реми    |
| Хавьер Бардем          | Джимми  |
| Пилар Бардем           | Энкарна |

## Награды и номинации
- 1991 — Премия «Гойя»[1][2]:
  - лучшая актриса второго плана — Мария Барранко
  - номинация на лучший адаптированный сценарий — Бигас Луна и Альмудена Грандес
- 1991 — Номинация на премию «Fotogramas de Plata» лучшей исполнительнице женской роли второго плана — Мария Барранко[3]
- 1991 — Премия «Yoga» худшему испанскому актёру — Оскар Ладор[4]

## Саундтрек
Саундтрек к фильму выпущен в 1990 году под лейблом «Milan».

### Список композиций
| Номер | Композитор          | Название трека        | Длительность |
| ----- | ------------------- | --------------------- | ------------ |
| 01    | Carlos Segarra      | Las Edades De Lulú    | 3:12         |
| 02    | Guillermo Rodriguez | San Carlos Club       | 2:00         |
| 03    | Carlos Segarra      | Walkin Blues          | 1:33         |
| 04    | Carlos Segarra      | Estas Sola            | 2:08         |
| 05    | Carlos Segarra      | Free Jazz             | 3:00         |
| 06    | Carlos Segarra      | Buscando Tu Luz       | 3:05         |
| 07    | Henry Mancini       | Peter Gunn            | 2:25         |
| 08    | José Solá           | Muchacha Bonita       | 1:47         |
| 09    | Carlos Segarra      | Tu Mano En Mi Mano    | 3:43         |
| 10    | Carlos Segarra      | Fiesta                | 7:35         |
| 11    | Carlos Segarra      | Nacimiento            | 2:07         |
| 12    | Carlos Segarra      | Final                 | 1:09         |
| 13    | Lou Reed            | Walk On The Wild Side | 5:15         |